# Втрати 336-ї окремої бригади морської піхоти (РФ)
У статті наведено подробиці втрат 336-ї окремої бригади морської піхоти Збройних сил РФ у різних військових конфліктах.

## Перша чеченська війна
| п/п | Прізвище, ім'я, по-батькові                                                   | Звання           | Дата народження | Дата смерті | Місце смерті |
| --- | ----------------------------------------------------------------------------- | ---------------- | --------------- | ----------- | ------------ |
| 1.  | Астафуров Олексій Григорович (рос. Астафуров Алексей Григорьевич)             | матрос           | 05.03.1976      | 10.01.1995  |              |
| 2.  | Базилєв Андрій Миколайович (рос. Базылев Андрей Николаевич)                   | матрос           | 05.01.1973      | 16.01.1995  | Грозний      |
| 3.  | Бурцев Андрій Олексійович (рос. Бурцев Андрей Алексеевич)                     | матрос           | 03.05.1976      | 17.01.1995  |              |
| 4.  | Колесников Євген Миколайович (рос. Колесников Евгений Николаевич)             | капітан          | 29.11.1963      | 17.01.1995  | Грозний      |
| 5.  | Желтов Євген Іванович (рос. Желтов Евгений Иванович)                          | матрос           | 03.05.1975      | 19.01.1995  | Грозний      |
| 6.  | Жуков Андрій Вікторович (рос. Жуков Андрей Викторович)                        | молодший сержант | 1976            | 19.01.1995  |              |
| 7.  | Коваленко Іван Іванович (рос. Коваленко Иван Иванович)                        | матрос           | 05.01.1976      | 20.01.1995  |              |
| 8.  | Копотилов Андрій Олексійович (рос. Копотилов Андрей Алексеевич)               | майор            | 28.10.1975      | 04.02.1995  |              |
| 9.  | Каракулько Дмитро Леонідович (рос. Каракулько Дмитрий Леонидович)             | майор            | 22.12.1965      | 06.05.1995  | Ведено       |
| 10. | Єгоров Олександр Михайлович (рос. Егоров Александр Михайлович)                | матрос           | 14.03.1957      | 30.05.1995  |              |
| 11. | Колесников Станіслав Костянтинович (рос. Колесников Станислав Константинович) | матрос           | 05.04.1976      | 30.05.1995  | Ведено       |
| 12. | Копосов Роман В'ячеславович (рос. Копосов Роман Вячеславович)                 | матрос           | 04.03.1976      | 30.05.1995  |              |
| 13. | Барсуков Микола Ігорович (рос. Барсуков Николай Игоревич)                     | матрос           | 22.05.1976      | 06.06.1995  |              |
| 14. | Бауер Олександр Васильович (рос. Бауэр Александр Васильевич)                  | матрос           | 04.04.1976      | 06.06.1995  |              |
| 15. | Калугін Дмитро Володимирович (рос. Калугин Дмитрий Владимирович)              | старший матрос   | 11.06.1976      | 08.06.1995  |              |
| 16. | Банін Олексій Олексійович (рос. Банин Алексей Алексеевич)                     | молодший сержант | 18.03.1965      | 15.06.1995  |              |

## Інтервенція РФ в Сирію
| п/п | Прізвище, ім'я, по-батькові                                      | Звання  | Дата народження | Дата смерті | Місце смерті    |
| --- | ---------------------------------------------------------------- | ------- | --------------- | ----------- | --------------- |
| 1.  | Тимошенков Андрій Леонідович (рос. Тимошенков Андрей Леонидович) | сержант | 03.08.1987      | 17.06.2016  | поблизу м. Хомс |

## Російське вторгнення в Україну (2022)
| п/п | Прізвище, ім'я, по-батькові                                             | Звання                                                       | Дата народження | Дата смерті   | Місце смерті                          |
| --- | ----------------------------------------------------------------------- | ------------------------------------------------------------ | --------------- | ------------- | ------------------------------------- |
| 1.  | Марченко Данило Олегович (рос. Марченко Данил Олегович)                 | гвардії матрос                                               |                 | 07.03.2022    |                                       |
| 2.  | Потєхін Микола Євгенович (рос. Потехин Николай Евгеньевич)              | гвардії матрос                                               | 27.10.2001      | 07.03.2022    |                                       |
| 3.  | Крюков Степан Олександрович (рос. Крюков Степан Александрович)          | гвардії матрос, ДШБ мінометна батарея                        | 28.01.2003      | 13.03.2022    |                                       |
| 4.  | Вдовін Микола Сергійович (рос. Вдовин Николай Сергеевич)                | гвардії матрос                                               |                 | 17.03.2022    | під Миколаєвом                        |
| 5.  | Ланаа Ай-Херел Лагаанович (рос. Ланаа Ай-Херел Лагаанович)              | гвардії старший матрос, 1-й ДШБ                              | 20.07.1986      | 19.03.2022    |                                       |
| 6.  | Атрошенко Дмитро Валентинович (рос. Атрошенко Дмитрий Валентинович)     | матрос                                                       | 28.02.1999      | 21.03.2022    |                                       |
| 7.  | Манзик Максим Володимирович (рос. Манзык Максим Владимирович)           | гвардії матрос                                               | 15.04.2021      | 22.03.2022    |                                       |
| 8.  | Терзі Єгор Миколайович (рос. Терзи Егор Николаевич)                     | гвардії старший матрос                                       | 24.06.1997      | 22.03.2022    |                                       |
| 9.  | Муравйов Сергій Володимирович (рос. Муравьев Сергей Владимирович)       | гвардії старший матрос                                       | 03.10.1999      | 23.03.2022    |                                       |
| 10. | Наумов Павло Ігорович (рос. Наумов Павел Игоревич)                      | гвардії молодший сержант, навідник ДШ відділення             | 24.07.2000      | 24.03.2022    |                                       |
| 11. | Стратон Дмитро Сергійович (рос. Стратон Дмитрий Сергеевич)              | гвардії молодший сержант                                     |                 | 24.03.2022    |                                       |
| 12. | Черекманов Віктор Олександрович (рос. Черекманов Виктор Александрович)  | гвардії старший лейтенант                                    | 07.09.1997      | 24.03.2022    |                                       |
| 13. | Конобєєвський Олексій Андрійович (рос. Конобеевский Алексей Андреевич)  | гвардії матрос                                               | 19.04.2002      | 26.03.2022    |                                       |
| 14. | Кошегу Нальбій Рустамович (рос. Кошегу Нальбий Рустамович)              |                                                              |                 | 26.03.2022    |                                       |
| 15. | Мішин Кирило Олександрович (рос. Мишин Кирилл Александрович)            | гвардії матрос, стрілець-помічник гранатометника             | 09.01.2001      | 26.03.2022    |                                       |
| 16. | Носов Володимир Миколайович (рос. Носов Владимир Николаевич)            | гвардії капітан, командир 1 ДШР                              | 14.04.1988      | 26.03.2022    | Любимівка, Запорізька область         |
| 17. | Коміссаров Андрій Іванович (рос. Комиссаров Андрей Иванович)            | гвардії матрос                                               | 11.12.2002      | 02.04.2022    | Запорізька область                    |
| 18. | Попов Павло Олегович (рос. Попов Павел Олегович)                        | гвардії старший лейтенант, командир взводу зв'язку           | 15.10.1992      | 05.04.2022    |                                       |
| 19. | Мальцев Геннадій Олександрович (рос. Мальцев Геннадий Александрович)    | гвардії сержант, командир відділення 1 взвод 1 рота ДШБ      |                 | 11.04.2022    | Маріуполь                             |
| 20. | Золотухін Сергій Вікторович (рос. Золотухин Сергей Викторович)          | гвардії матрос                                               | 05.12.1999      | 12.04.2022    |                                       |
| 21. | Костомаров Артем Андрійович (рос. Костомаров Артем Андреевич)           | гвардії матрос                                               | 14.11.2000      | 16.04.2022    |                                       |
| 22. | Шабанов Дмитро Романович (рос. Шабанов Дмитрий Романович)               | гвардії сержант, заступник командира взводу                  |                 | 17.04.2022    |                                       |
| 23. | Куницький Сергій Юрійович (рос. Куницкий Сергей Юрьевич)                | гвардії старший сержант                                      |                 | 18.04.2022    |                                       |
| 24. | Кочетов Кирило Андрійович (рос. Кочетов Кирилл Андреевич)               | гвардії матрос                                               | 27.09.2001      | 21.04.2022    |                                       |
| 25. | Каюмов Руслан Фаритович (рос. Каюмов Руслан Фаритович)                  | гвардії старший сержант, ДШБ                                 | 25.02.1985      | 06.05.2022    |                                       |
| 26. | Козель Ілля Володимирович (рос. Козель Илья Владимирович)               | гвардії старший сержант, командир 1 ДШО 2 ДШВ 1 ДШР          | 21.06.1983      | 06.05.2022    |                                       |
| 27. | Оськін Андрій Володимирович (рос. Оськин Андрей Владимирович)           | гвардії старший сержант                                      | 17.03.1992      | 06.05.2022    |                                       |
| 28. | Єгоров Олександр Євгенович (рос. Егоров Александр Евгеньевич)           | гвардії матрос                                               | 19.01.2001      | 14.05.2022    |                                       |
| 29. | Кривошеєв Дмитро Анатолійович (рос. Кривошеев Дмитрий Анатольевич)      | старший прапорщик, командир комендантського взводу           | 14.05.1987      | 14.05.2022    | с. Новозлатопіль (Пологівський район) |
| 30. | Болтачов Дмитро Олександрович (рос. Болтачёв Дмитрий Александрович)     | гвардії старший матрос                                       | 19.04.2000      | 17.05.2022    |                                       |
| 31. | Петрунін Сергій Олександрович (рос. Петрунин Сергей Александрович)      | гвардії старший матрос, старший оператор птр                 | 03.07.2002      | 17.05.2022    |                                       |
| 32. | Смолькін Андрій Олександрович (рос. Смолькин Андрей Александрович)      | гвардії лейтенант, командир взводу снайперів                 | 07.10.1996      | 23.05.2022    | с. Новозлатополь, Запорізька область  |
| 33. | Калінін Максим Федорович (рос. Калинин Максим Фёдорович)                | гвардії сержант                                              | 17.06.1996      | 23.05.2022    |                                       |
| 34. | Антонов Іван Іванович (рос. Антонов Иван Иванович)                      | гвардії молодший сержант                                     | 27.03.1999      | 24.05.2022    |                                       |
| 35. | Корчуков Олександр Володимирович (рос. Корчуков Александр Владимирович) | гвардії матрос                                               | 12.04.2001      | 27.05.2022    |                                       |
| 36. | Гаврик Іван Васильович (рос. Гаврик Иван Васильевич)                    | гвардії сержант                                              | 07.04.1989      | 07.06.2022    |                                       |
| 37. | Гусєв Олександр Володимирович (рос. Гусев Александр Владимирович)       | гвардії старший матрос                                       | 30.04.1994      | 07.06.2022    |                                       |
| 38. | Шматько Андрій Іванович (рос. Шматько Андрей Иванович)                  | гвардії старшина, ДШР                                        | 04.07.1978      | 16.06.2022    |                                       |
| 39. | Кувшинов Олександр Леонідович (рос. Кувшинов Александр Леонидович)      | гвардії підполковник                                         | 02.04.1986      | 25.06.2022    |                                       |
| 40. | Валіулов Руслан Рамісович (рос. Валиулов Руслан Рамисович)              | гвардії старшина                                             |                 | до 18.07.2022 |                                       |
| 41. | Ареф'єв Микита Андрійович (рос. Арефьев Никита Андреевич)               | гвардії старший матрос                                       | 07.11.2000      | 22.07.2022    |                                       |
| 42. | Битков Денис Андрійович (рос. Битков Денис Андреевич)                   | гвардії сержант, командир відділення                         |                 | 22.07.2022    |                                       |
| 43. | Бичков Максим Володимирович (рос. Бычков Максим Владимирович)           | гвардії старший прапорщик                                    | 10.02.1986      | 22.07.2022    |                                       |
| 44. | Волоткович Костянтин Ігорович (рос. Волоткович Константин Игоревич)     | гвардії сержант                                              | 21.10.1995      | 22.07.2022    |                                       |
| 45. | Іркаєв Дмитро Юрійович (рос. Иркаев Дмитрий Юрьевич)                    | гвардії старший прапорщик                                    | 15.09.1983      | 22.07.2022    |                                       |
| 46. | Макух Олександр Романович (рос. Макух Александр Романович)              | гвардії старший прапорщик                                    | 24.09.1976      | 22.07.2022    |                                       |
| 47. | Панченко Сергій Юрійович (рос. Панченко Сергей Юрьевич)                 | гвардії старший матрос                                       | 09.05.1988      | 22.07.2022    |                                       |
| 48. | Петраков Олексій Володимирович (рос. Петраков Алексей Владимирович)     | гвардії сержант, водій-механік дшр 877 обмп                  | 03.07.1999      | 22.07.2022    |                                       |
| 49. | Тадевосян Андранік Коляйович (рос. Тадевосян Андраник Коляевич)         | гвардії сержант                                              | 30.03.1995      | 22.07.2022    |                                       |
| 50. | Тіндо Юрій Олександрович (рос. Тиндо Юрий Александрович)                | гвардії сержант                                              | 21.06.1997      | 22.07.2022    |                                       |
| 51. | Нугманов Айдар Халіпулович (рос. Нугманов Айдар Халипулович)            | гвардії старший прапорщик                                    | 18.04.1996      | 22.07.2022    |                                       |
| 52. | Холкузієв Сергій Бахрамович (рос. Холкузиев Сергей Бахрамович)          | гвардії старший прапорщик                                    |                 | 22.07.2022    |                                       |
| 53. | Лєвих Андрій Олександрович (рос. Левых Андрей Александрович)            | гвардії матрос                                               | 06.01.2001      | 14.08.2022    |                                       |
| 54. | Кротов Микола Миколайович (рос. Кротов Николай Николаевич)              | гвардії сержант                                              | 20.11.1992      | 17.08.2022    |                                       |
| 55. | Єрмолов Олександр Сергійович (рос. Ермолов Александр Сергеевич)         | гвардії старший матрос                                       |                 | 05.09.2022    |                                       |
| 56. | Слобожанський Артем Миколайович (рос. Слобожанский Артем Николаевич)    | гвардії старший матрос, стрілець-помічник гранатометника ДШБ | 26.02.2003      | 06.09.2022    | Запорізька область                    |
| 57. | Панасов Владислав Володимирович (рос. Панасов Владислав Владимирович)   | старший помічник гранатометника                              | 25.06.1999      | 06.10.2022    | Запорізька область                    |
| 58. | Ніязов Ярослав Юлійович (рос. Ниязов Ярослав Юльевич)                   | гвардії єфрейтор                                             | 21.03.2001      | 06.10.2022    | Гуляйполе                             |
| 59. | Міндубаєв Рафаель Акдясович (рос. Миндубаев Рафаэль Акдясович)          | гвардії старший сержант                                      |                 | до 07.10.2022 |                                       |
| 60. | Курсаков Дмитро Ігорович (рос. Курсаков Дмитрий Игоревич)               | гвардії старший лейтенант                                    |                 | до 23.01.2023 |                                       |
| 61. | Ємелін Андрій (рос. Емелин Андрей)                                      |                                                              |                 | до 13.05.2023 |                                       |
| 62. | Биков Володимир Миколайович (рос. Быков Владимир Николаевич)            |                                                              | 02.10.1991      | 12.06.2023    |                                       |
| 63. | Педан Іван Олегович (рос. Педан Иван Олегович)                          |                                                              | 03.09.1995      | 04.09.2023    |                                       |
| 64. | Зайцев Денис Дмитрович (рос. Зайцев Денис Дмитриевич)                   | гвардії молодший сержант                                     |                 | 30.10.2023    |                                       |
| 65. | Ногтев Иван Алексеевич (рос. Ногтев Иван Алексеевич)                    |                                                              | 27.05.1998      | до 08.07.2024 |                                       |